# Karl-Heinz Baetge
Karl-Heinz Baetge (* 2. Januar 1929 in Hedwigshof, Westpreußen; † 30. Mai 2000 in Berlin) war ein deutscher Politiker (FDP).

## Werdegang
Baetge war zunächst Bauschlosser, zwischen 1965 und 1966 Busfahrer und -schaffner bei der BVG sowie anschließend hauptamtlicher Geschäftsführer der Beamtengewerkschaft komba Berlin. Er war von 1971 bis 1989 Mitglied des Abgeordnetenhauses von Berlin. 1975 wurde er dort zum stellvertretenden Präsidenten des Abgeordnetenhauses gewählt und war von 1985 bis 1989 Vorsitzender des Petitionsausschusses.

## Ehrungen
- 1984: Verdienstkreuz 1. Klasse der Bundesrepublik Deutschland